# Trem Desportivo Clube
El Trem Desportivo Clube és un club de futbol brasiler de la ciutat de Macapá a l'estat d'Amapá.

## Història
El club va néixer l'1 de gener de 1947, fundat per Bellarmino Paraense de Barros, Benedito Malcher, els germans Osmar i Arthur Marinho, i Walter i José Banhos, entre d'altres.
El 1993 competí per primer cop a la Copa do Brasil per primer cop. Fou eliminat pel Remo. L'any 1999, per problemes econòmics tancà la secció de futbol. Uns anys més tard la tornà a obrir. Tornà a competir a la Copa do Brasil el 2008 essent eliminat pel Paraná. A nivell estatal guanyà cinc cops el campionat amapaense entre 1952 i 2011.

## Palmarès
- Campionat amapaense:
  - 1952, 1984, 2007, 2010, 2011
- Torneio de Integração da Amazônia:
  - 1985, 1986, 1987, 1988, 1990

## Estadi
El Trem Desportivo disputa els seus partits a l'Estadi Zerão, inaugurat el 1990. L'estadi té una capacitat per a 10.000 espectadors.